# Gold Coast United FC
Gold Coast United FC var en proffsklubb i fotboll från Robina, Gold Coast i Australien. Klubben spelade i den australiensiska proffsligan A-League mellan 2009 och 2012.